# Marc Cardona
Marc Cardona Rovira (* 8. Juli 1995 in Lleida) ist ein spanischer Fußballspieler.

## Karriere
Cardona begann seine Karriere in der Jugend des FC San Benito. 2014 wechselte er zu Atlético Sanluqueño. In der Saison 2015/16 erzielte Cardona 20 Tore in der viertklassigen Tercera División und trug somit zum Aufstieg des Klubs in die Segunda División B bei.
Zur Saison 2016/17 wechselte Cardona in die zweite Mannschaft des FC Barcelona. Nachdem er in neun Einsätzen in der drittklassigen Segunda División B sieben Treffer erzielt hatte, debütierte Cardona am 30. November 2016 in der ersten Mannschaft, als er beim 1:1-Unentschieden gegen Hércules Alicante im Sechzehntelfinal-Hinspiel der Copa del Rey von Trainer Luis Enrique in der 75. Spielminute für Carles Aleñá eingewechselt wurde. Wenige Tage später, am 6. Dezember, debütierte Cardona in der UEFA Champions League, als er beim 4:0-Sieg gegen Borussia Mönchengladbach am letzten Spieltag der Gruppenphase in der 74. Spielminute für Arda Turan eingewechselt wurde.